# Watton (East Riding of Yorkshire)
Watton – wieś w Anglii, w hrabstwie East Riding of Yorkshire. Leży 23 km na północ od miasta Hull i 271 km na północ od Londynu. W 2001 miejscowość liczyła 238 mieszkańców.